# Андоррская федерация ледовых видов спорта
Андоррская федерация ледовых видов спорта (кат. Federació Andorrana d’Esports de Gel, сокр. кат. FAEG) — организация, ответственная за развитие фигурного катания и хоккея на территории Андорры. Член IIHF с 4 мая 1995 года.

## История и статистика
Федерация была официально создана 18 марта 1992 года, принята в состав IIHF 4 мая 1995 года. Согласно официальным данным, в стране зарегистрировано 73 хоккеиста, также имеется одна хоккейная команда, созданная в 1989 году. В княжестве в 1987 году был построен единственный на данный момент ледовый дворец, вмещающий 1200 зрителей и расположенный в городе Канильо.
Действующий президент федерации — Моника Лопес. В 1997 году на территории Андорры был проведен турнир группы D чемпионата мира по хоккею.
В 1990-х годах молодёжная сборная Андорры провела ряд матчей со сверстниками из Франции и Испании.